# Ryan Dzingel
Ryan Dzingel, född 9 mars 1992, är en amerikansk professionell ishockeyspelare som spelar för Toronto Maple Leafs i NHL.
Han har tidigare spelat på NHL-nivå för Ottawa Senators, Carolina Hurricanes och Columbus Blue Jackets och på lägre nivåer för Binghamton Senators i AHL, Ohio State Buckeyes (Ohio State University) i NCAA och Lincoln Stars i USHL.

## Spelarkarriär

### NHL

#### Ottawa Senators
Dzingel draftades i sjunde rundan i 2011 års draft av Ottawa Senators som 204:e spelare totalt och skrev på ett tvåårigt entry level-kontrakt med Senators den 2 april 2014.
Han skrev på en ettårig kontraktsförlängning med Senators, värd 750 000 dollar, den 5 juli 2016.
Den 21 juli 2017 skrev han på ett nytt tvåårskontrakt med Senators till ett värde av 3,6 miljoner dollar.
Dzingel gjorde 247 matcher och 126 poäng för Senators mellan 2015 och 2019.

#### Columbus Blue Jackets
Den 24 februari 2019 tradades han till Columbus Blue Jackets tillsammans med ett draftval i sjunde rundan 2019, i utbyte mot Anthony Duclair och två draftval i andra rundan, ett 2019 och ett 2020.

## Statistik
| 2006–2007   | Chicago Mission Bantam Major AAA | T1EBHL      | 31  | 12 | 8  | 20  | 26  | —  | — | — | — | — |
| 2007–2008   | Team Illinois U16                | T1EHL U16   | 31  | 6  | 14 | 20  | 20  | —  | — | — | — | — |
| 2008–2009   | Team Illinois U16                | T1EHL U16   | 31  | 18 | 15 | 33  | 30  | —  | — | — | — | — |
| 2009–2010   | Team Illinois U18                | T1EHL U18   | 31  | 19 | 27 | 46  | 28  | —  | — | — | — | — |
|             | Lincoln Stars                    | USHL        | 36  | 11 | 15 | 26  | 38  | —  | — | — | — | — |
| 2010–2011   | Lincoln Stars                    | USHL        | 54  | 23 | 44 | 67  | 8   | 2  | 1 | 0 | 1 | 2 |
| 2011–2012   | Ohio State Buckeyes              | NCAA        | 33  | 7  | 17 | 24  | 32  | —  | — | — | — | — |
| 2012–2013   | Ohio State Buckeyes              | NCAA        | 40  | 16 | 22 | 38  | 22  | —  | — | — | — | — |
| 2013–2014   | Ohio State Buckeyes              | NCAA        | 37  | 22 | 24 | 46  | 34  | —  | — | — | — | — |
|             | Binghamton Senators              | AHL         | 9   | 2  | 5  | 7   | 9   | 1  | 0 | 0 | 0 | 0 |
| 2014–2015   | Binghamton Senators              | AHL         | 66  | 17 | 17 | 34  | 50  | —  | — | — | — | — |
| 2015–2016   | Ottawa Senators                  | NHL         | 30  | 3  | 6  | 9   | 11  | —  | — | — | — | — |
|             | Binghamton Senators              | AHL         | 44  | 12 | 24 | 36  | 22  | —  | — | — | — | — |
| 2016–2017   | Ottawa Senators                  | NHL         | 81  | 14 | 18 | 32  | 30  | 15 | 2 | 1 | 3 | 4 |
| 2017–2018   | Ottawa Senators                  | NHL         | 79  | 23 | 18 | 41  | 35  | —  | — | — | — | — |
| 2018–2019   | Ottawa Senators                  | NHL         | 57  | 22 | 22 | 44  | 29  | —  | — | — | — | — |
|             | Columbus Blue Jackets            | NHL         | 5   | 0  | 2  | 2   | 0   | —  | — | — | — | — |
| NHL totalt  | NHL totalt                       | NHL totalt  | 252 | 62 | 66 | 128 | 105 | 15 | 2 | 1 | 3 | 4 |
| AHL totalt  | AHL totalt                       | AHL totalt  | 119 | 31 | 46 | 77  | 81  | 1  | 0 | 0 | 0 | 0 |
| NCAA totalt | NCAA totalt                      | NCAA totalt | 110 | 45 | 63 | 108 | 88  | —  | — | — | — | — |
| USHL totalt | USHL totalt                      | USHL totalt | 90  | 34 | 59 | 93  | 46  | 2  | 1 | 0 | 1 | 2 |